# برووینا (استان وارمی-ماسوری)
برووینا (به لهستانی:  Browina) یک روستا در لهستان است که در گمینا کوزوووو واقع شده‌است. برووینا ۱۸۰ نفر جمعیت دارد.